# Las Palmitas, Michoacán de Ocampo
Las Palmitas är en ort i Mexiko.   Den ligger i kommunen Pátzcuaro och delstaten Michoacán de Ocampo, i den södra delen av landet, 250 km väster om huvudstaden Mexico City. Las Palmitas ligger 2 599 meter över havet och antalet invånare är 261.
Terrängen runt Las Palmitas är kuperad. Runt Las Palmitas är det ganska tätbefolkat, med 80 invånare per kvadratkilometer. Närmaste större samhälle är Pátzcuaro, 11,4 km nordväst om Las Palmitas. I omgivningarna runt Las Palmitas växer huvudsakligen savannskog.